# スロークッカー

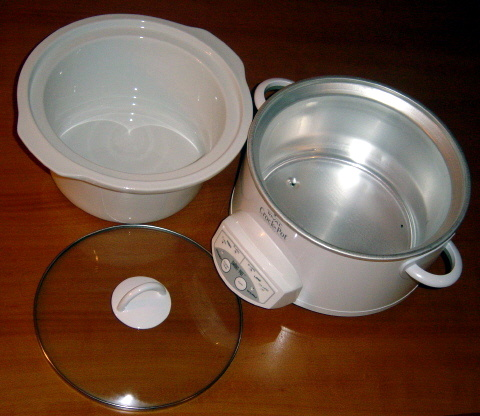
スロークッカー

スロークッカー（英: Slow cooker）は、電気調理器具の一種。
電熱装置を内蔵した外装と、陶磁器で作られた保温性の高い内釜によって構成される。蓋は通常ガラス製で空気穴は持たず、自重によるゆるやかな密閉状態を保つ。圧力鍋とは異なり内部の気圧は上昇しない。温度設定は強弱の2段階が一般的だが、タイマーが内蔵されていたり、マイコン制御による可変式のものもある。
内釜に保温性があるため消費電力が少なく、また水分の蒸発が最低限に抑えられるため低温長時間の煮込み料理に適する。また蒸し器としても使用できる。

## 用途
- シチュー
- カレー
- ポトフ
- おでん
- 角煮
- もつ煮込み
- どて焼き
- 煮豆
- ふろふき大根
- ポットロースト
- ミートソース
- ふかし芋
- ぜんざい